# Velká Deštná
Le mont Velká Deštná est le sommet le plus haut des monts Orlické hory situés au centre de la chaîne montagneuse des Sudètes, dans le massif de Bohême. Il longe la frontière avec la Pologne et culmine à 1 116 mètres d'altitude.
Des pistes de ski permettent de pratiquer ce sport, à partir de la station polonaise de Zieleniec reliée à la ville polonaise de Duszniki-Zdrój.

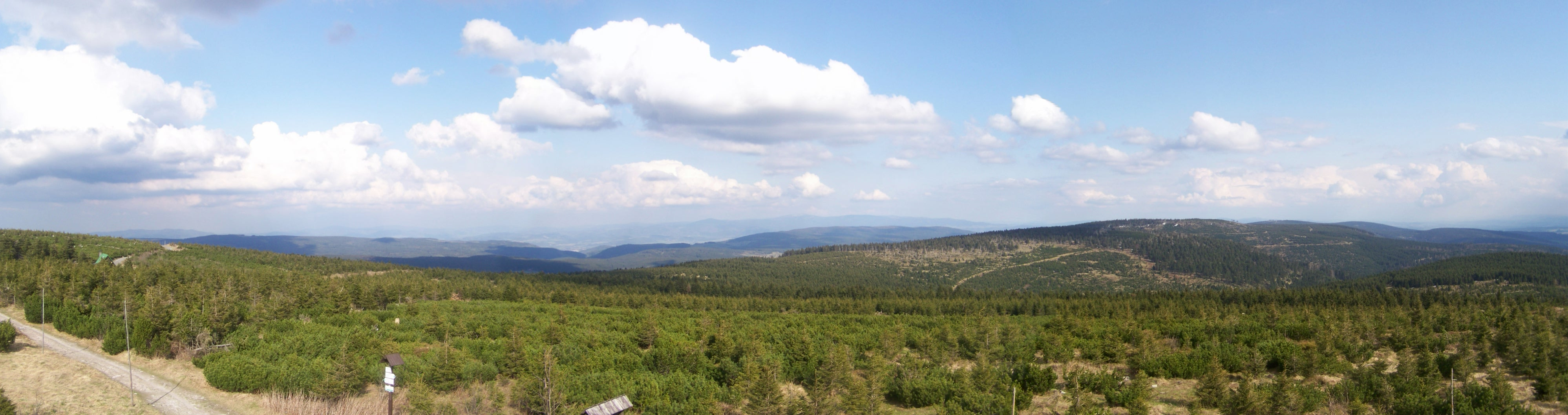
Panorama sur le mont Velká Deštná.